# Лальман, Андре
Андре́ Лальма́н (фр. André Lallemand, 1904—1978) — французский астроном.

## Биография
Родился в Сире-ле-Понтайе, окончил Страсбургский университет, работал в Страсбургской обсерватории, после 1945 — в Парижской обсерватории, в 1961—1974 — профессор Коллеж-де-Франс. Был директором Института астрофизики в Париже.
Основные труды в области разработки электронно-оптических приемников изображения и применению их в астрономии. В 1934 начал эксперименты по электронной фотографии, которые увенчались в 1951 созданием первой электронной камеры (камера Лальмана), предназначенной для фотографирования слабых небесных объектов и их спектров. При длительных экспозициях она дает выигрыш в 30-40 раз по сравнению с обычной фотографией. Камера Лальмана нашла широкое применение во многих обсерваториях мира. Разработал фотоумножители, предназначенные специально для астрономических исследований. В период работы в Страсбургской обсерватории сконструировал высокоточный фотометр для измерения астронегативов.
Член Парижской АН (1961). Президент Французского астрономического общества (1960—1962).
Награждён медалями Эддингтона Королевского астрономического общества (1962) и обсерватории Ниццы (1970), премией Парижской АН.

## Память
В 1985 г. Международный астрономический союз присвоил имя Андре Лальмана кратеру на видимой стороне Луны.